# 한혜민
한혜민(1985년 ~)은 대한민국의 학자로, 이수홍에 의해 갱신될때까지 서울대학교 최연소 입학생이었다.